# Ariane (film, 1974)
Pour les articles homonymes, voir Ariane.
Pour plus de détails, voir Fiche technique et Distribution.
Ariane est un film français réalisé par Pierre-Jean de San Bartolomé, tourné en Super 8 et sorti en 1974.

## Synopsis
Libre adaptation de la légende grecque antique d'Ariane et Minotaure. 

## Fiche technique
- Titre : Ariane
- Réalisation : Pierre-Jean de San Bartolomé
- Conseiller technique : Jean-Louis Misar
- Scénario : Pierre-Jean de San Bartolomé
- Photographie : Jacques Hutin
- Costumes : Dominique Borg
- Montage : Pierre-Jean de San Bartolomé
- Musique : Jean-Pierre Stora
- Production : Demaine Films
- Pays de production :  France
- Durée : 72 minutes
- Date de sortie : France - décembre 1974[1]

## Distribution
- Isabelle Adjani : Ariane
- Emmanuelle Riva : Pasiphaé
- Jean Boissery : l'artiste Minotaure
- Jacques Spiesser : le sphinx clown
- Eugène Ionesco : Minos
- Catherine Lachens : Erato
- Daniel Gélin : le comédien
- Françoise Thuries : la muse
- Gérard Degeorge : Thésée
- Robert Bensimon : Pégase
- Florence d'Helcy : une nymphe
- Philippe Demaine : Héphaïstos
- Monique Demaine : Pandore

## Sélections
- Premier Festival international du Super 8 à l'Espace Pierre Cardin à Paris en décembre 1974.
- Festival de Cannes 1977, section Perspectives du cinéma français [2].